# Malur de dors violaci
El malur de dors violaci (Malurus assimilis) és una espècie d'ocell de la família dels malúrids (Maluridae).

## Hàbitat i distribució
Habita garrigues, sotabosc, mallee i encara manglars del nord-est i sud d'Austràlia Occidental, el Territori del Nord, cap a l'est fins La Terra d'Arnhem i des de l'interior fins a la costa Austràlia Meridional.

## Taxonomia
Considerada sovint coespecífica amb el malur de Lambert, es consideren espècies diferents arran els treballs de McLean et al. 2017.